# Il ritorno di Ulisse (Bridges)
Il ritorno di Ulisse (The Return of Ulysses) è un dramma in versi in cinque atti scritto da Robert Seymour Bridges.
La prima edizione fu pubblicata nel 1890 a Londra dall'editore Edward Bumpus come terzo numero della serie dedicata alle opere teatrali di Bridges.